# Alloploidy

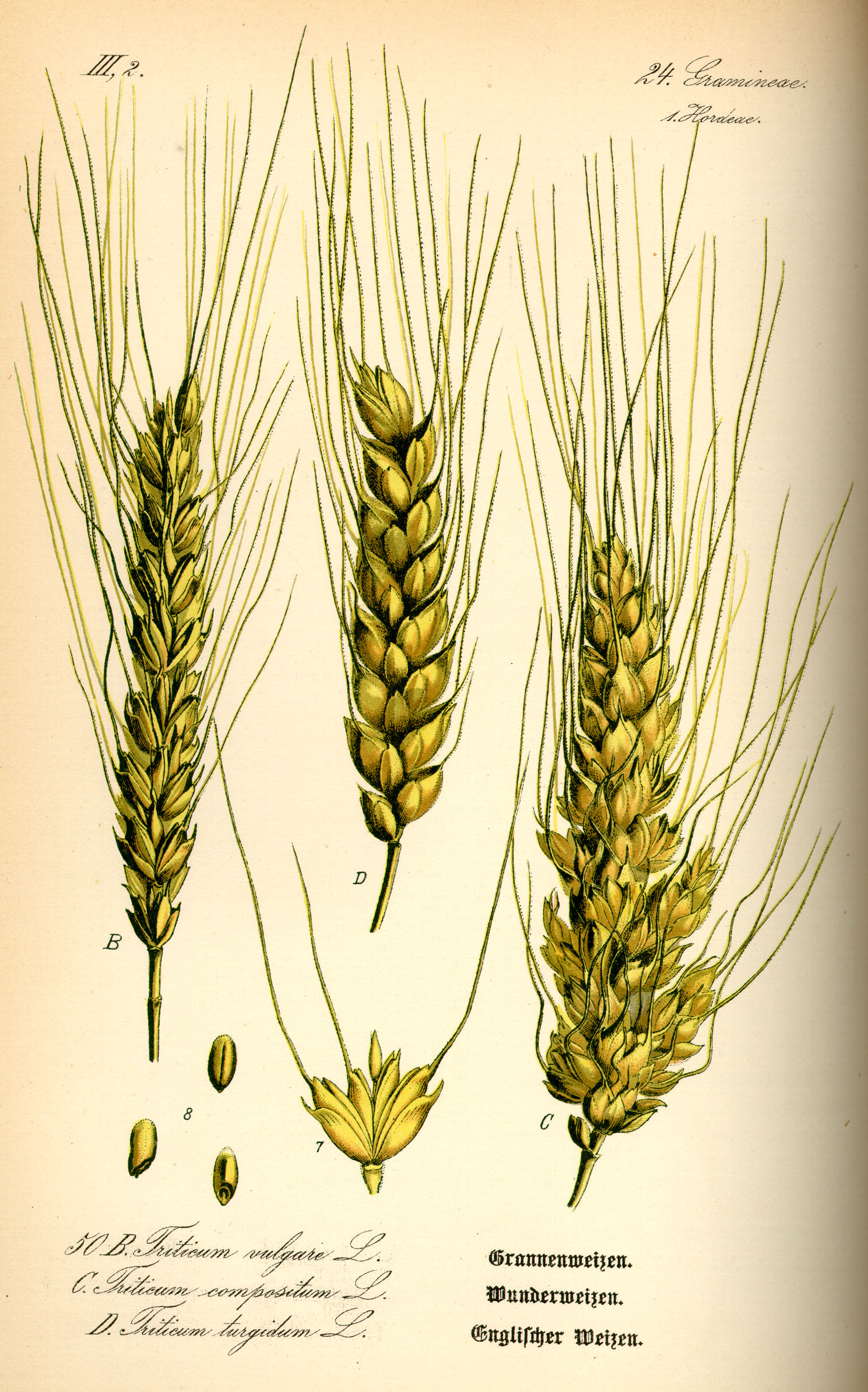
Pszenica – przykład allopoliploida

Alloploidy, allopoliploidy – organizmy poliploidalne (poliploidy), powstałe poprzez skrzyżowanie dwóch, pochodzących od różnych gatunków, gamet rodzicielskich, w których nie doszło do podziału redukcyjnego (mejozy) lub pochodziły one od gatunków poliploidalnych o parzystej ploidii. Ich genotyp zawiera więcej niż dwa niehomologiczne, diploidalne zestawy chromosomów, pochodzące od obu gatunków rodzicielskich (n1 + n2, gdzie n1 i n2 to genomy należące do dwóch różnych gatunków). Zwykle chromosomy pochodzące od różnych gatunków rodzicielskich są dostatecznie odmienne, by w czasie mejozy łączyły się w pary te należące do jednego gatunku. W efekcie w trakcie tego procesu następuje normalna segregacja par – powstają biwalenty – koniugujące pary, a nie kwartety chromosomów. W efekcie allopoliploidy (zwłaszcza u roślin) wykazują się często normalną płodnością w odróżnieniu od autoploidów. Allopoliploidy zwierzęce są zazwyczaj niepłodne, podobnie jak poliploidy o nieparzystej ploidalności.
Alloploidy występują w przyrodzie częściej niż autoploidy. Zwłaszcza w królestwie roślin są częste i ocenia się, że w sumie ok. 50–75% ich gatunków mogło powstać w wyniku poliploidyzacji (np. różne gatunki pszenicy, ziemniak). Proces powstawania gatunków w wyniku alloploidyzacji udało się potwierdzić doświadczalnie już w 1930 (dokonał tego Arne Müntzig). Ponieważ poziewnik szorstki (Galeopsis tetrahit) ma 2n=32 chromosomy, podejrzewano, że pochodzić może od poziewnika miękkowłosego (G. pubescens) i poziewnika pstrego (G. speciosa), mających po 2n=16. W doświadczeniu udało się uzyskać wśród mieszańców tych gatunków roślinę triploidalną, która skrzyżowana wstecznie z G. pubescens dała płodne tetraploidalne potomstwo izolowane rozrodczo od taksonów rodzicielskich, mieszające się bez przeszkód z G. tetrahit i wyglądające jak G. tetrahit. Podobnie eksperymenty pozwoliły odtworzyć pochodzenie innych gatunków alloploidalnych. Badania ich DNA wykazały także, że mogą one powstawać w różnych miejscach i czasie niezależnie, stanowiąc w efekcie przykłady specjacji równoległej.
Zwierzęcym przykładem allopoliploida jest natomiast muł – będący krzyżówką klaczy i osła.

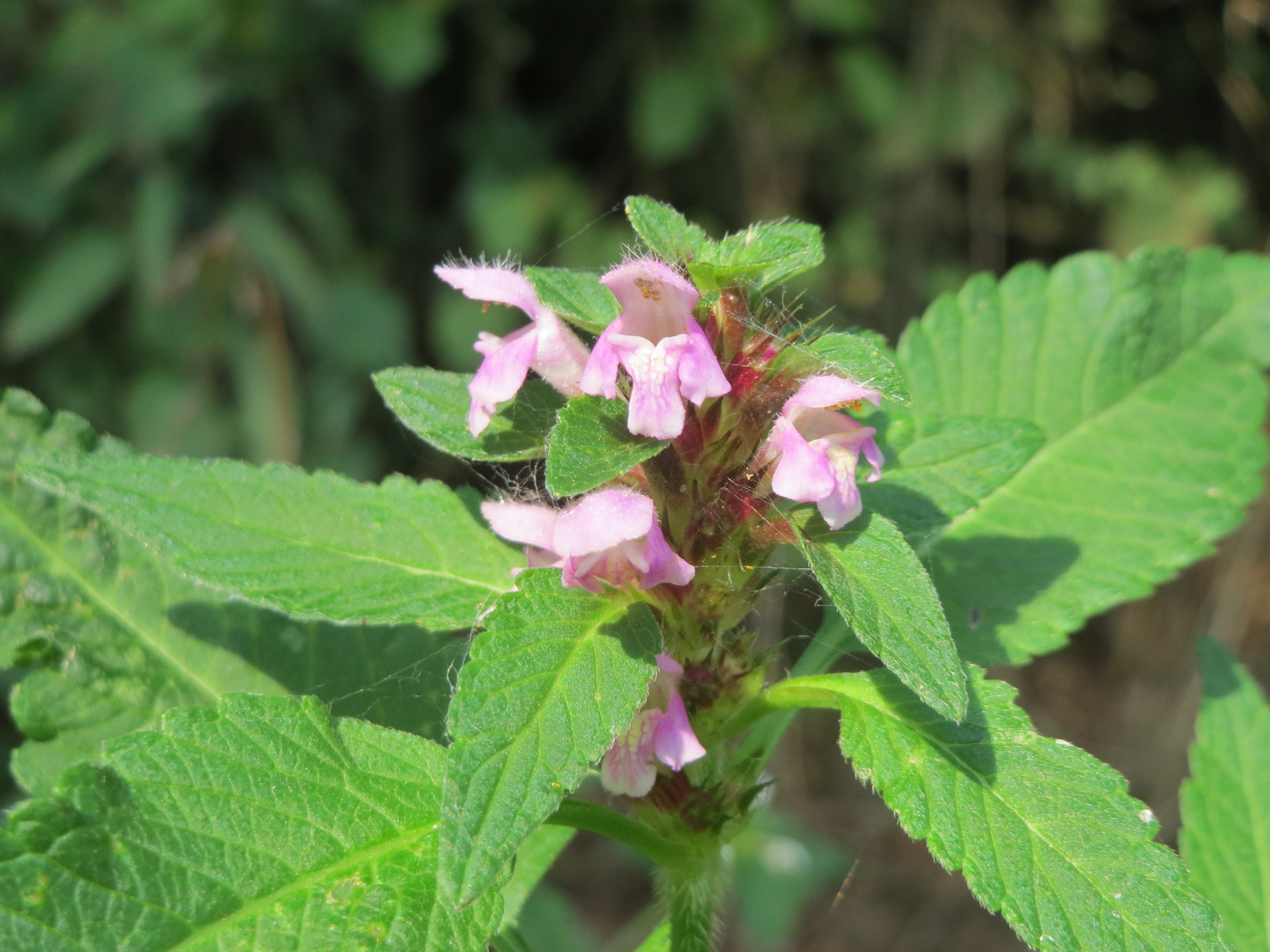
Poziewnik szorski – alloploid
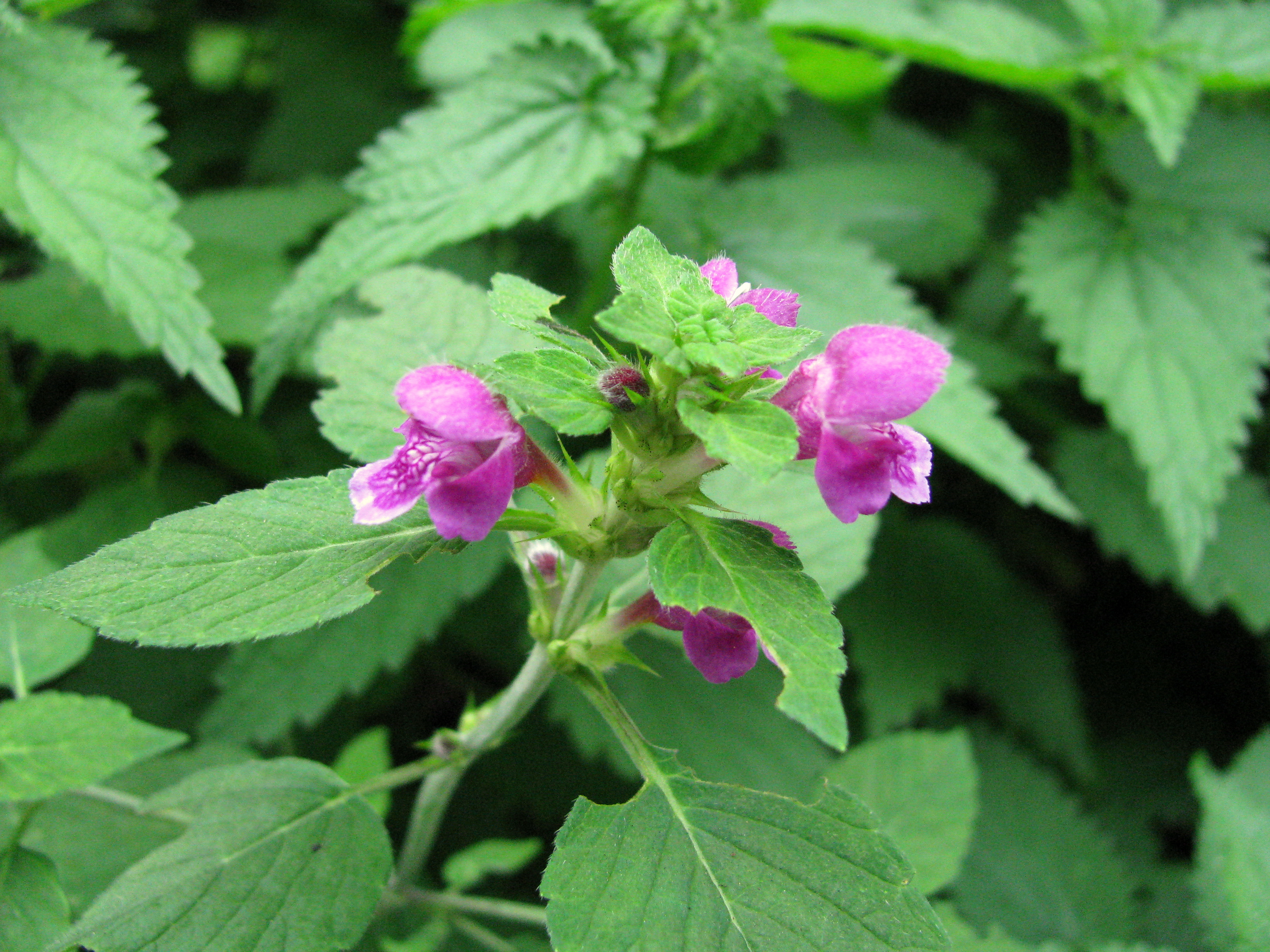
Poziewnik miękkowłosy – przodek
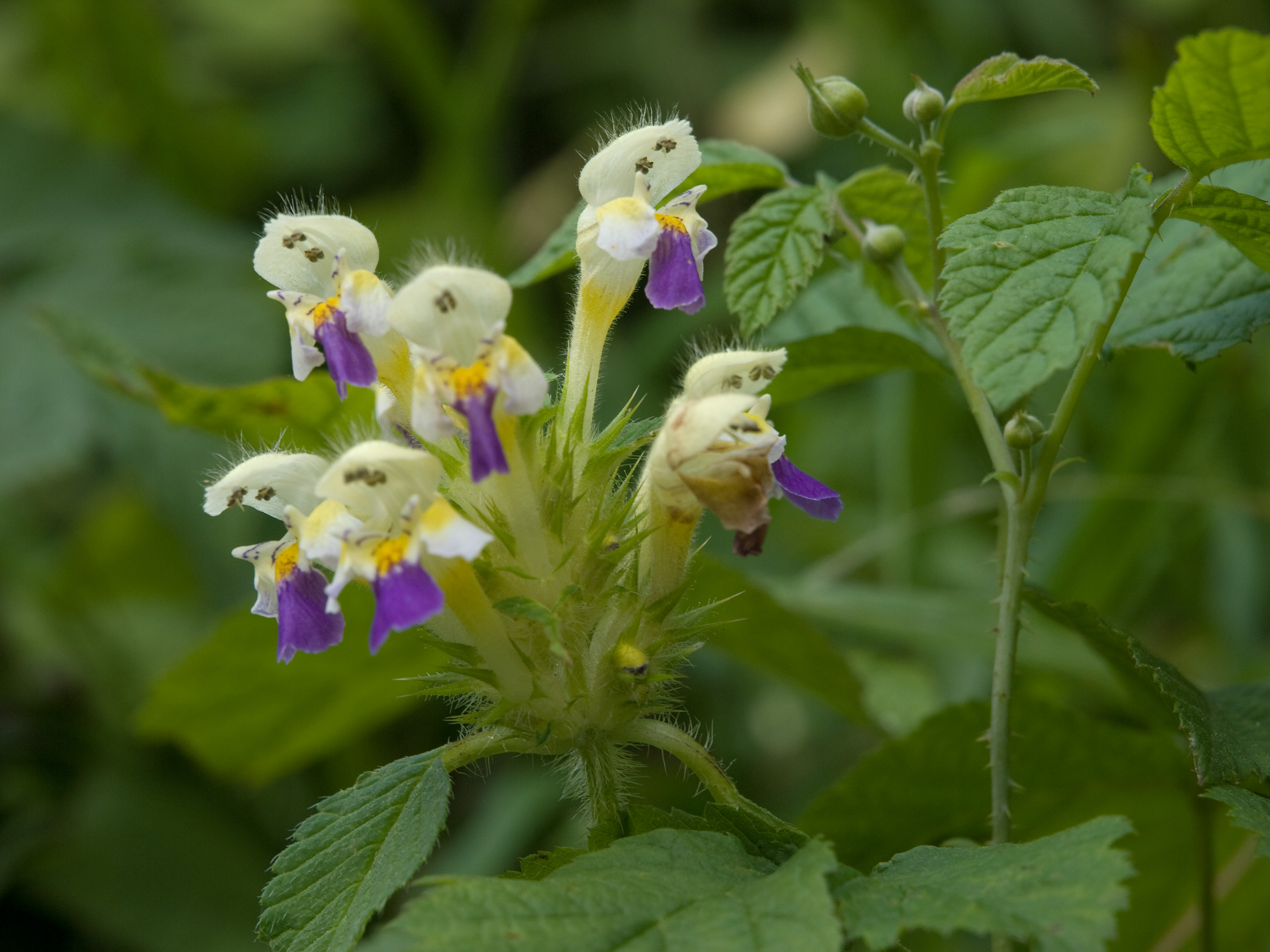
Poziewnik pstry – przodek